# Букмезон
Букмезон (фр. Bouquemaison) насеље је и општина у североисточној Француској у региону Пикардија, у департману Сома која припада префектури Амјен.
По подацима из 2011. године у општини је живело 537 становника, а густина насељености је износила 75,1 становника/km². Општина се простире на површини од 7,15 km². Налази се на средњој надморској висини од 143 метара (максималној 159 m, а минималној 95 m).

## Демографија
| 1962. | 1968. | 1975. | 1982. | 1990. | 1999. | 2011. |
| ----- | ----- | ----- | ----- | ----- | ----- | ----- |
| 489   | 517   | 490   | 466   | 460   | 485   | 537   |

График промене броја становника у току последњих година